# Karl-Heinz Glaßmeier
Karl-Heinz Glaßmeier (* 1954 in Münster) ist ein deutscher Geophysiker. Er ist Professor an der TU Braunschweig.

## Leben
Nach dem Besuch des Ratsgymnasiums in Münster studierte Glaßmeier von 1973 bis zum Diplom 1979 Geophysik, Physik, Betriebswirtschaft und Philosophie an der Universität Münster und wurde 1985 in Münster promoviert. Danach war er an der Universität zu Köln als wissenschaftlicher Angestellter und Hochschuldozent tätig. 1989 habilitierte er dort für das Fach Geophysik. Von 1991 bis zu seiner Pensionierung 2020 war er Universitätsprofessor für Geophysik an der TU Braunschweig als Nachfolger von Walter Kertz. Einen Ruf als Leiter des Instituts für Planetenforschung des DLR in Berlin lehnte er 2003 ab. In Braunschweig leitete er die Forschungsgruppe für Weltraum-Sensorik und Weltraumphysik im Institut für Geophysik und Extraterrestrische Physik.
Glaßmeier befasst sich mit Geomagnetismus, der Physik planetarer Magnetosphären, Weltraumwetter, Weltraumplasmaphysik, Plasmaphysik von Kometen und Fragen der Entstehung des Sonnensystems. Er war leitender Wissenschaftler der Magnetometer-Experimente von Rosetta, THEMIS, BepiColombo, JUICE und Hayabusa 2 und unter anderem an Venus Express, der Cluster Mission und Cassini beteiligt.
Glaßmeier ist Mitglied der Leopoldina (2001), korrespondierendes auswärtiges Mitglied der Österreichischen Akademie der Wissenschaften und Mitglied der Academia Europaea (2008). Seit 2001 ist er auch „Auswärtiges Wissenschaftliches Mitglied“ der Max-Planck-Gesellschaft am Max-Planck-Institut für Sonnensystemforschung. 1990 wurde er mit einer Ya.-B.-Zeldovich-Medaille der Russischen Akademie der Wissenschaften und des COSPAR ausgezeichnet. Für seine Arbeiten zu Fragen solar-terrestrischer Beziehungen wurde ihm 2010 die Julius-Bartels-Medaille der European Geosciences Union verliehen. 2014 erhielt er den Basic Science Award der International Academy of Astronautics (IAA), deren Mitglied er seit 2009 ist. Glaßmeier war von 2009 bis 2020 Vorsitzender des deutschen COSPAR-Landesausschusses, Mitglied des COSPAR-Bureaus von 2010 bis 2018 und Vize-Präsident des COSPAR von 2018 bis 2022. Von 2011 bis 2020 war Glaßmeier Mitglied des Board of Reviewing Editors der Fachzeitschrift Science. Von 2015 bis 2017 war er im Space Science Advisory Committee der ESA tätig. 2018 wurde er zum Fellow der American Geophysical Union gewählt.
2021 wurde ein Asteroid nach ihm benannt: (27506) Glassmeier.

## Schriften (Auswahl)
als Autor
- K. H. Glassmeier: Magnetometer array observations of a giant pulsation event. In: J. Geophys., 48, S. 127–138, 1980.
- K. H. Glassmeier: Reflection of MHD-waves in the Pc4-5 period range at ionospheres with non-uniform conductivity distributions. In: Geophys. Res. Lett., 10, S. 678–681, 1983.
- K. H. Glassmeier u. a.: Standing hydromagnetic waves in the Io plasma torus: Voyager 1 observations. In: J. Geophys. Res., 94, S. 15063–15076, 1989.
- K. H. Glassmeier, Chr. Heppner: Traveling magnetospheric convection twin-vortices: Another case study, global characteristics, and a model. In: J. Geophys. Res., 97, S. 3977–3992, 1992.
- K. H. Glassmeier u. a.: Adventures in parameter space: Comparison of low-frequency plasma waves at comets. In: Hada, T., H. Matsumoto (Eds.), Nonlinear Waves and Chaos in Space Plasma, Tokyo, 1997.
- K. H. Glassmeier: Magnetospheric field line resonances: A comparative planetology approach. In: Surv. Geophys., 20, S. 61–109, 1999.
- K. H. Glassmeier u. a.: CLUSTER as a wave telescope: First results from the fluxgate magnetometer. Ann. Geophys., 19, S. 1439–1448, 2001.
- K. H. Glassmeier: Universitäre Lehre als Partner zukunftsorientierter Forschung, In: Neumann, K., J. Osterloh (Hrsg.), Gute Lehre in der Vielfalt der Disziplinen, S. 37–44, Weinheim & Basel, 2002.
- K. H. Glassmeier u. a.: The ROSETTA Mission: Flying towards the Origin of the Solar System. In: Space Sci. Rev., 128, S. 1–21, 2007.
- K. H. Glassmeier u. a.: The Sun, geomagnetic polarity transitions, and possible biospheric effects: review and illustrating model. In: Int. J. Astrobiol., 8, S. 147–159, 2009.
- K. H. Glassmeier und B. T. Tsurutani: Carl Friedrich Gauss - General Theory of Terrestrial Magnetism - a revised translation of the German text. In: Hist. Geo Space Sci., 5, S. 11–62, 2014.
- K. H. Glassmeier: Interaction of the solar wind with comets: A Rosetta perspective. In: Phil. Trans. R. Soc. A, 375, 2017, doi:10.1098/rsta.2016.0256.
- K. H. Glassmeier: Solar system exploration via comparative planetology. In: Nature Communications, 11, 4288, 2020, doi:10.1038/s41467-020-18126-z.
- K. H. Glassmeier: Aufbruch aus der Enge. In: Internationale Schelling Studien, 8, S. 161–185, 2020.
- K. H. Glassmeier und D. Heyner: Planetary Magnetic Fields. In: R. Maggiolo u. a. (Eds.), Magnetospheres in the Solar System, AGU Geophysical Monograph, S. 367–390, Washington, 2021.

als Herausgeber
- mit Manfred Scholer: Plasmaphysik im Sonnensystem. B.I. Wissenschaftsverlag, Mannheim 1991, ISBN 3-411-15151-X.
- mit Lutz Tantow: Wissenschaft als Zukunftskultur. Vom Nachdenken zum Vordenken. Technische Universität Braunschweig, Braunschweig 1996, ISBN 3-931420-02-7.
- mit Rita Schulz, Claudia Alexander und Hermann Boehnhardt: ROSETTA. ESA's Mission to the Origin of the Solar System. Springer Verlag, New York 2009, ISBN 978-1-4939-3946-6.
- mit Heinrich Soffel und Jörg F. W. Negendank: Geomagnetic Variations. Space-Time Structure, Processes, and Effects on System Earth. Springer Verlag, Heidelberg 2009; ISBN 978-3-540-76938-5.
- mit Ulrich Christensen, André Balogh und Doris Breuer: Planetary Magnetism Springer Verlag, New York 2010, ISBN 978-1-4419-5900-3.
- mit Ruth Kertz: Walter Kertz: „Geschichte der Geophysik“. Olms, Hildesheim 1999, ISBN 3-487-10843-7.

## Belege
1. ↑  Eintrag auf der Internetseite der Academia Europaea
2. ↑  Zeldovich Medal COSPAR
3. ↑  Bartels Medaille 2010, EGU
4. ↑  COSPAR Webpage. Abgerufen am 19. April 2019 (englisch).
5. ↑  Science, Board of Reviewing Editors
6. ↑  AGU. Abgerufen am 20. April 2019 (amerikanisches Englisch).
7. ↑  IAU, WGSBN Bulletin 1, #2, June 11, 2021, https://www.iau.org/publications/iau/wgsbn-bulletins/

| Personendaten    | Personendaten         |
| ---------------- | --------------------- |
| NAME             | Glaßmeier, Karl-Heinz |
| KURZBESCHREIBUNG | deutscher Geophysiker |
| GEBURTSDATUM     | 1954                  |
| GEBURTSORT       | Münster               |